# Escorteur

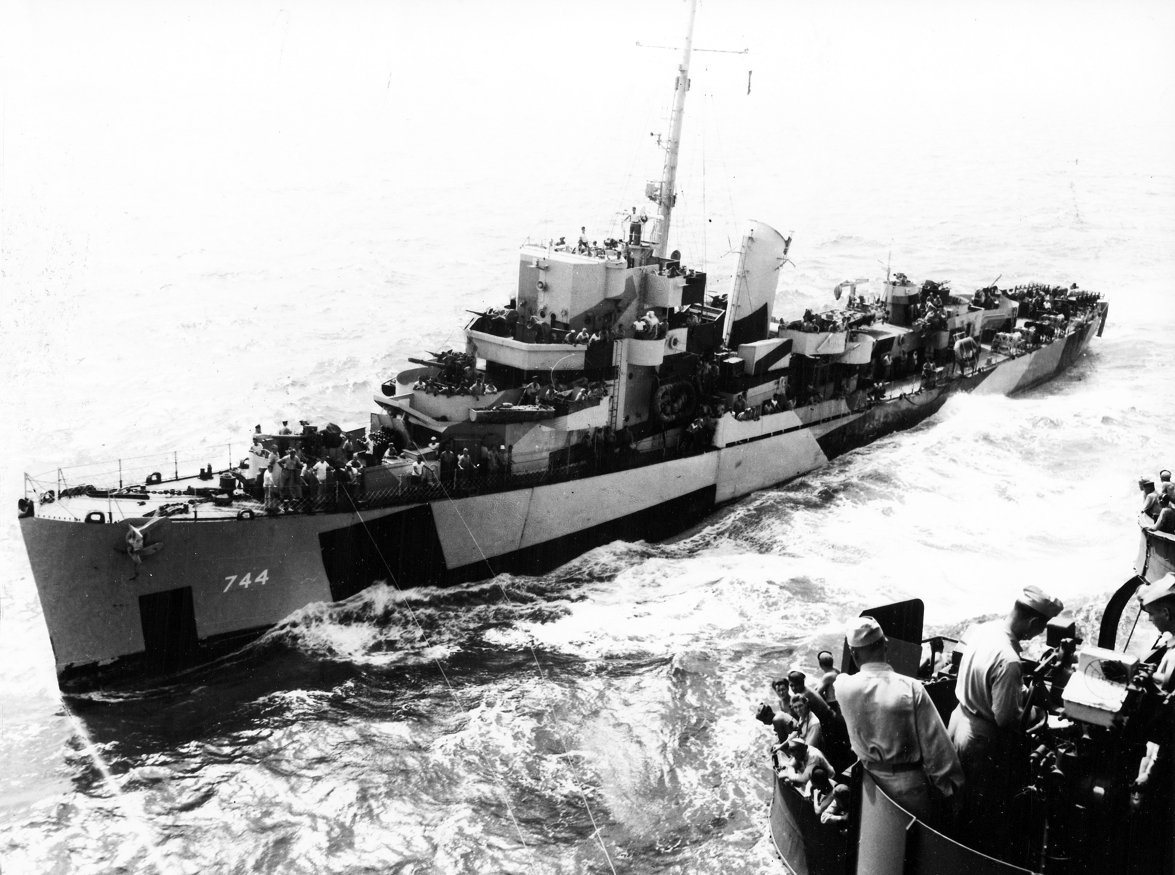
Tàu khu trục hộ tống (lớp Cannon)

Thuật ngữ Escorteur (tàu hộ tống) của Pháp được dùng trong thế chiến thứ hai để chỉ định một loại tàu chiến có trọng tải troãng nước hạng nhẹ hay hạng trung. Chúng được giao nhiệm vụ bảo vệ đoàn tầu vận tải hay hạm đội khỏi mối đe dọa từ tàu ngầm. Vai trò này thường được giao cho các tàu khu trục hộ tống của Mỹ như là lớp Buckley hay lớp Cannon, khu trục lớp Hunt của Anh hay Tàu hộ tống lớp River đóng tại Anh, Canada và Úc. Hải quân Đế quốc Nhật sử dụng thuật ngữ Kaibōkan để chỉ định tàu với vai trò tương đương.

## Các tàu escorteur của Hải quân Pháp

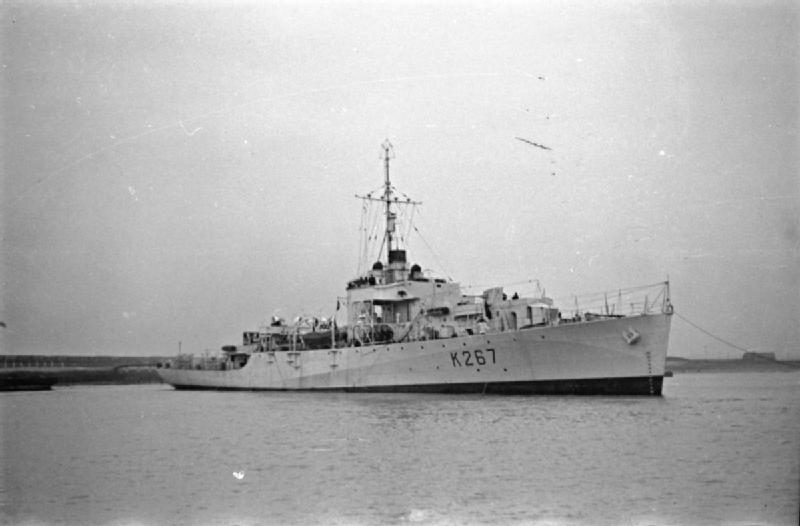
Tàu escorteurs của FNFL (Hải quân Pháp Tự do) Escarmouche (lớp River)

Ngay sau khi kết thúc chiến tranh, để thực hiện nhiệm vụ hộ tống, Hải quân Pháp chỉ có thể sử dụng các tàu torpilleur và contre-torpilleur (còn gọi là tàu khu trục) cùng với một số tàu aviso còn sót sau chiến tranh. Chúng sau đó được bù đắp bởi một số tàu của Đức và Ý lấy được làm bồi thường chiến tranh và tàu từ Anh và Mỹ bao gồm các tàu như:
- Tàu khu trục hộ tống 1.500 tấn, được chế tạo tại Hoa Kỳ;
- Tàu frigate 1.200 tấn, lớp River, được đóng tại Vương quốc Anh;
- Tàu corvette 600 tấn, lớp Flower đóng tại Vương quốc Anh;
- Tàu tuần tra ven biển 400 tấn, lớp tàu đuổi tàu ngầm PC-461 đóng tại Hoa Kỳ.

Hai tàu tuần dương hạng nhẹ của Ý, chiếc Châteaurenault (D606)  và Guichen (D607) , mang chỉ định escorteur d'escadre (Hộ tống hạm đội) từ năm 1955 cho đến khi được giải giáp vào năm 1962 và 1963.

## Xây dựng một đội tàu mới
Trong những năm 1950-1960, Pháp đã tái lập hải quân với sự hỗ trợ của Hoa Kỳ, đóng góp phần lớn cho chương trình tái thiết. Sau những do dự nhất định, thuật ngữ «tàu hộ tống» cuối cùng đã được chọn cho loại tàu chiến mới này, thay vì «torpilleur» hay «contre-torpilleur». Hai cụm từ trên được ngừng sử dụng hoàn toàn.

## Bốn loại hộ tống hạm
- 18 tàu hộ tống hạm đội: 12 tàu lớp T47, 5 tàu lớp T53,1 tàu lớp T56: tàu 3.000 tấn Anh, dài 128 đến 132 mét (420 đến 433 ft), thực hiệm vai trò chống hạm, chống tàu ngầm, phòng không và điều hướng radar. Chúng hình thành cho đến cuối những năm 1980 và là lực lượng trụ cột trên biển của Hải quân Pháp. Đối với NATO, chúng được liệt kê là tàu khu trục.
- 18 tàu hộ tống cấp tốc: Lớp E50 và E52; Loại tàu nhẹ hơn 1.500 tấn Anh, chiều dài 99 mét (325 ft), thực vai trò chống tàu ngầm. Đối với NATO, chúng được liệt kê là tàu frigate.
- 9 tàu hộ tống Aviso: lớp Commandant Rivière; tàu 2.100 tấn Anh, chiều dài 103 mét (338 ft), thực hiện vai trò chống tàu ngầm và chống hạm. Đối với NATO, chúng được liệt kê là tàu frigate.
- 14 tàu hộ tống ven biển: 3 tàu lớp Lê Fougeux và 11 tàu lớp L'Adroit; Tàu 400 tấn Anh,dài 52 mét (171 ft). Đối với NATO, chúng được liệt kê là tàu tuần tra và tàu đuổi tàu ngầm

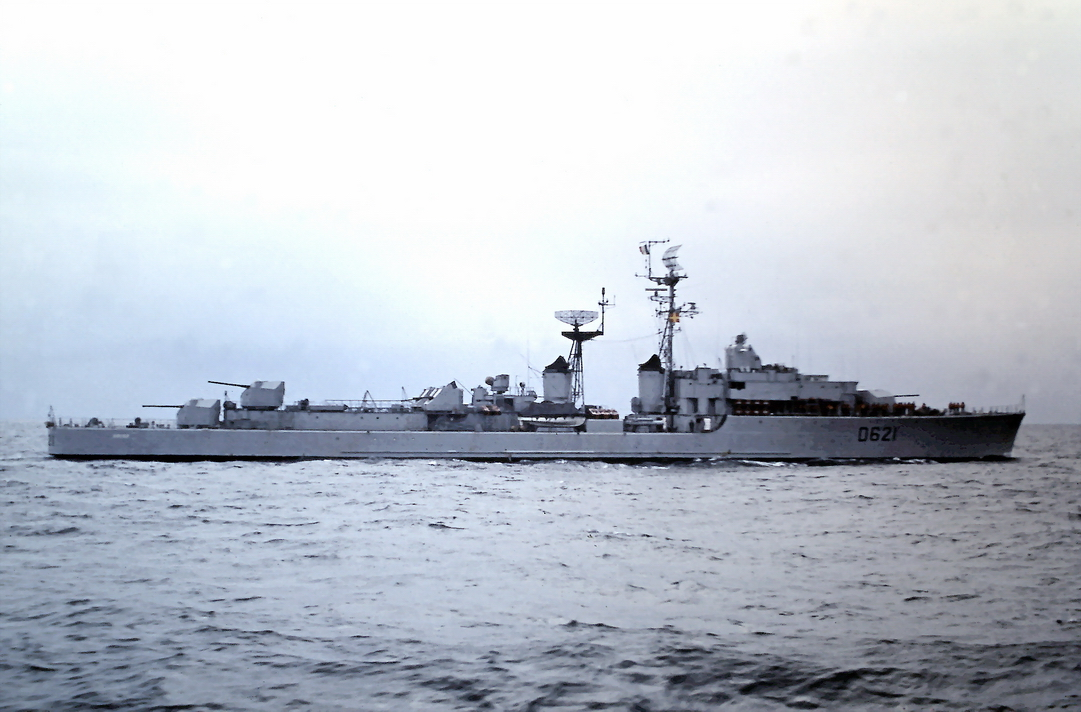
Tàu hộ tống hạm độiSurcouf
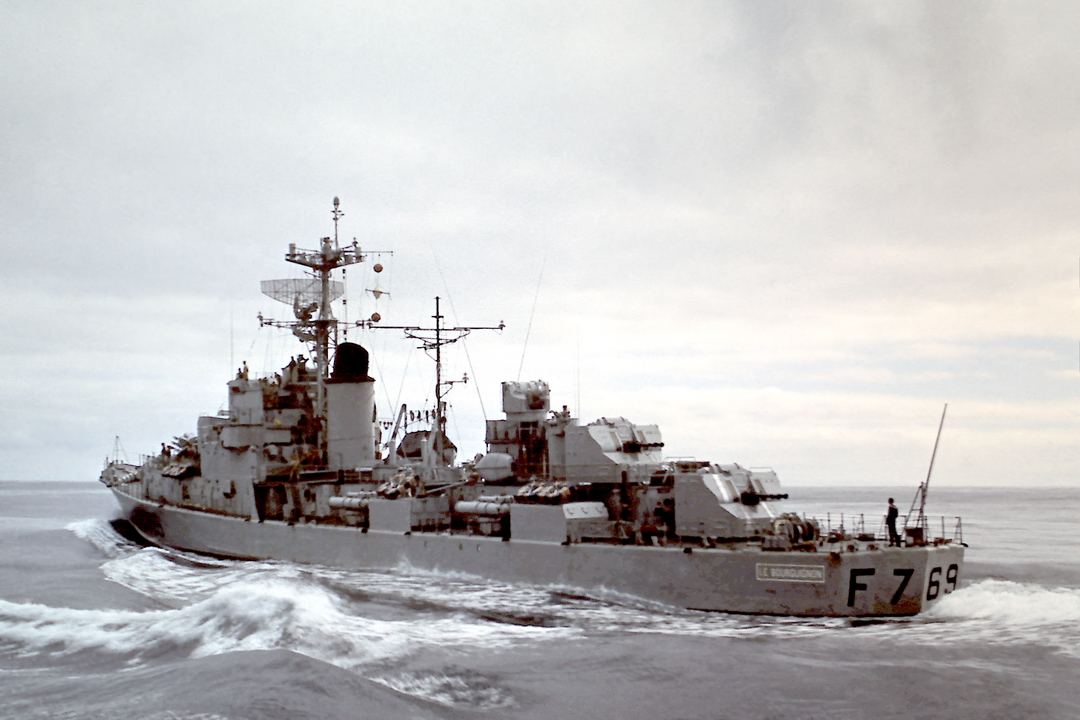
Tàu hộ tống cấp tốcLe Bourguignon
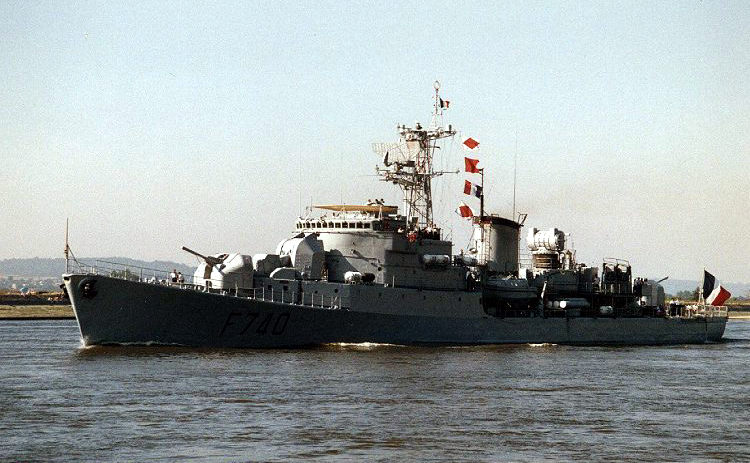
Tàu hộ tống AvisoCommandant Bourdais
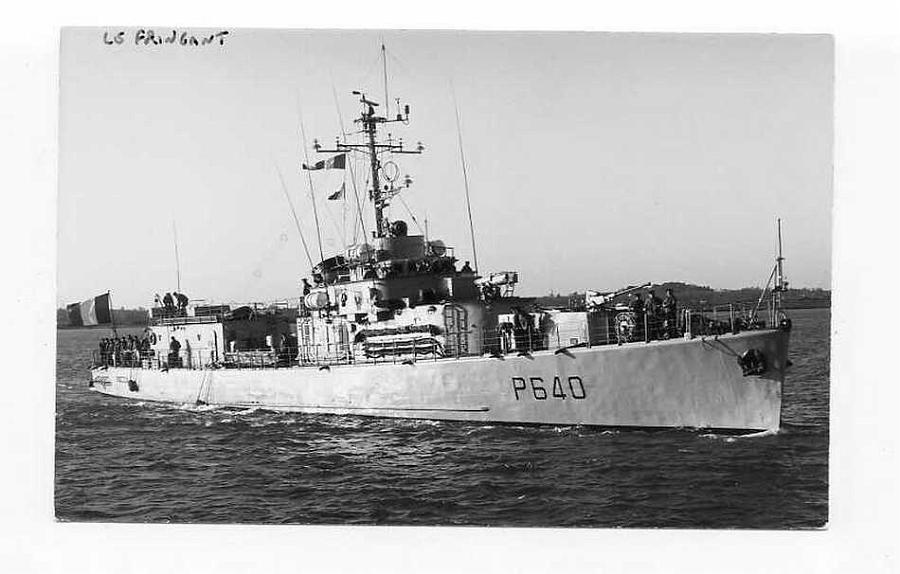
Tàu hộ tống ven biểnLe Fringant

Thuật ngữ « escorteur » không còn được sử dụng trong Hải quân Pháp. Chỉ định đã được thay thế bằng frégate(Hộ tống hạm), aviso(Liên lạc hạm) hoặc patrouilleur(Tuần tra hạm).